# Kattai

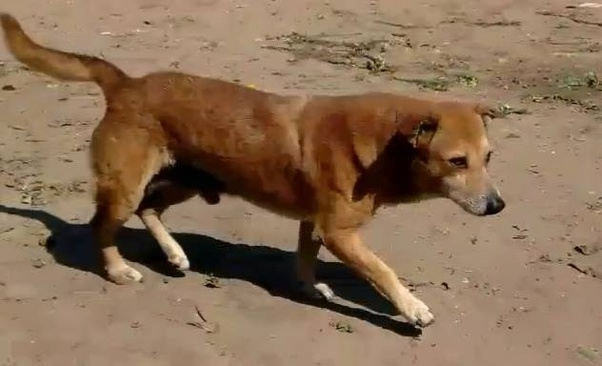
Kattai dog alias kattakal dog

Il cane Kattai o Kattaikal, in lingua Tamil Kattai significa corto, esso è un cane originario distretti di Nagapattinam, Karaikal, Vedaranyam, Tanjore e Thiruvarur nello stato del Tamil Nadu in India. È un cane in via di estinzione.

## Storia
È una razza di cui non si conoscono le origini storiche, sono però visibili rappresentati cani con fattezze simili nei templi nei templi di Tanjore.

## Caratteristiche

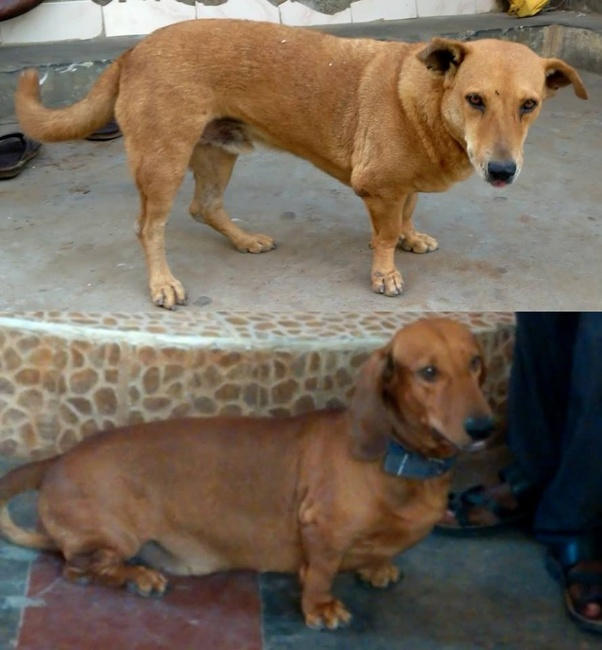
Confronto tra un cane Kattai e un bassotto

Somiglia al cane di razza Basset hound.
Molto devoto alla famiglia e ai bambini, è distaccato con gli estranei.
È un cane molto attivo e intelligente
I colori del suo manto sono nero, nero e bianco, rosso, rosso bianco, brindle, bianco completo, nero e tan e bianco misto con rosso.
Ottimo cane da guardia malgrado le basse dimensioni, è anche un ottimo saltatore.
Le gambe sono corte ma molto forti, le zampe sono grandi.
Pesa tra i 15 – 18 kg ed è alto 38 - 41 cm.
Inoltre, è un cane particolarmente longevo.